# 咸阳广播电视台
咸阳广播电视台，成立于1987年10月，是中华人民共和国陕西省咸阳市的一家市級廣播電視媒體。

## 旗下资产

### 电视频道
| 頻道名稱 | 语言   | 广播格式                    | 啟播時間 | 频道前身   | 備註                                                                         | 備註 |
| 综合频道 | 普通話 | SD: PAL 576i 16:9 HD: 1080i |          | 咸阳电视台 | 咸阳市第一个无线电视频道，以新聞、時事、專題類節目為主的综合性电视频道       |      |
| 公共频道 | 普通話 | SD: PAL 576i 16:9 HD: 1080i |          |            | 以生活服务节目和咸阳市下辖各县级行政区之自制电视節目為主的政策性综合電視頻道 |      |

### 广播频率
| 頻道名稱 | 语言   | 频道频率 | 啟播時間      | 频道前身         | 備註                                                                     |
| 综合广播 | 普通話 | FM100.7  | 1987年10月1日 | 咸阳人民广播电台 | 咸阳市第一个广播频率，以新聞、時事、專題、公益、監督類節目為主的綜合頻率 |
| 音乐广播 | 普通話 | FM98.8   |               |                  | 主要為音乐爱好者服務的頻率，提供音樂、娛樂類節目                         |